# Gemeinnützige Deutsche Wohnungsbaugesellschaft
Die Gemeinnützige Deutsche Wohnungsbaugesellschaft mbH (Deutschbau) war ein staatseigenes Wohnungsbauunternehmen, das von 1923 bis 2007 existierte.

## Geschichte
Die Deutschbau wurde 1923 als staatliche Wohnungsbaugesellschaft zum Bau von Wohnungen für die Reichsmarine gegründet. Ende des Zweiten Weltkrieges geriet sie in die alliierte Sequester-Aufsicht, wurde jedoch mit Gründung der Bundesrepublik Deutschland dem Bund wieder übereignet. Man gründete Niederlassungen in Düsseldorf, Hannover, Hamburg, Frankfurt und München. Die Gesellschaft erbaute einen großen Teil der Wohnungen für Staatsbedienstete und Kasernen im damaligen Bundesgebiet. Vornehmlich in Wohngegenden um Bundeswehr-, Post-, Bahn- und BGS-Dienstgebäude waren die Wohngebäude häufig anzutreffen.
Im Jahr 1997 verkauften der Bund und die bundeseigene Deutsche Post AG die Wohnungsbaugesellschaft an die Veba Immobilien AG (ab 1998: Viterra) und die Deutsche Immobilien Anlagegesellschaft mbH der Deutschen Bank AG für mehr als 2 Milliarden DM. Die neuen Eigentümer übernahmen jeweils 50 % (58,3 Prozent vom Bund und 41,7 % von der Deutschen Post AG) der Anteile und verpflichteten sich zum vollen Mieterschutz von damals 38.000 Wohnungen. Zudem verpflichteten sie sich dazu, die Gesellschaft 10 Jahre bestehen zu lassen und fünf Jahre keine Mieterhöhungen zu tätigen. Die Viterra erhöhte 2004 ihren Anteil an der Deutschbau von 50 auf 99 %.
Viterra wurde 2005 von der Deutschen Annington gekauft.
Nach Ablauf der festgelegten Bedingungen ging ein Großteil der Objekte an die Deutsche Annington (heute Vonovia) über.

## Beispielgebäude

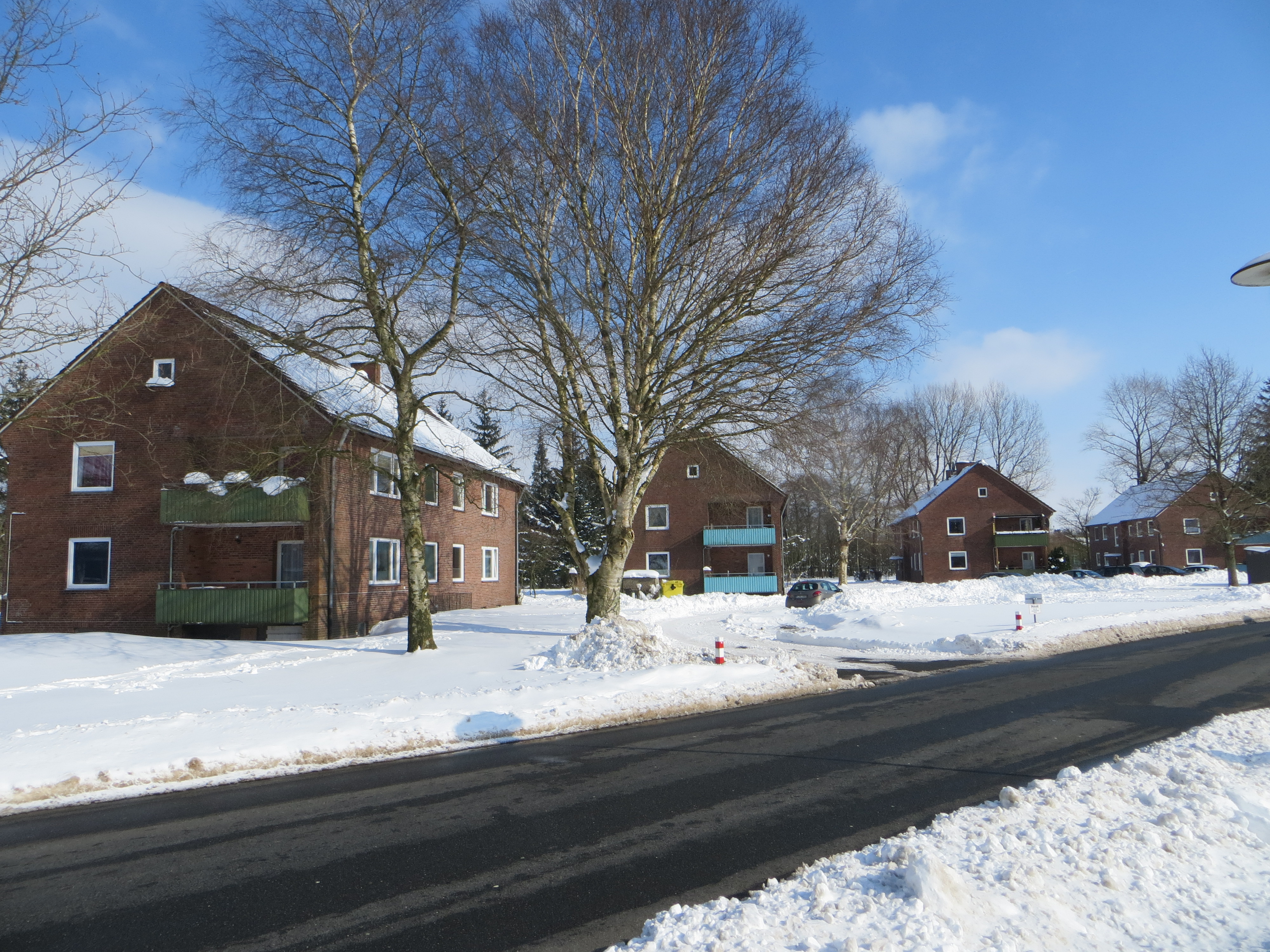
Wohngebäude vor der ehemaligen Briesen-Kaserne
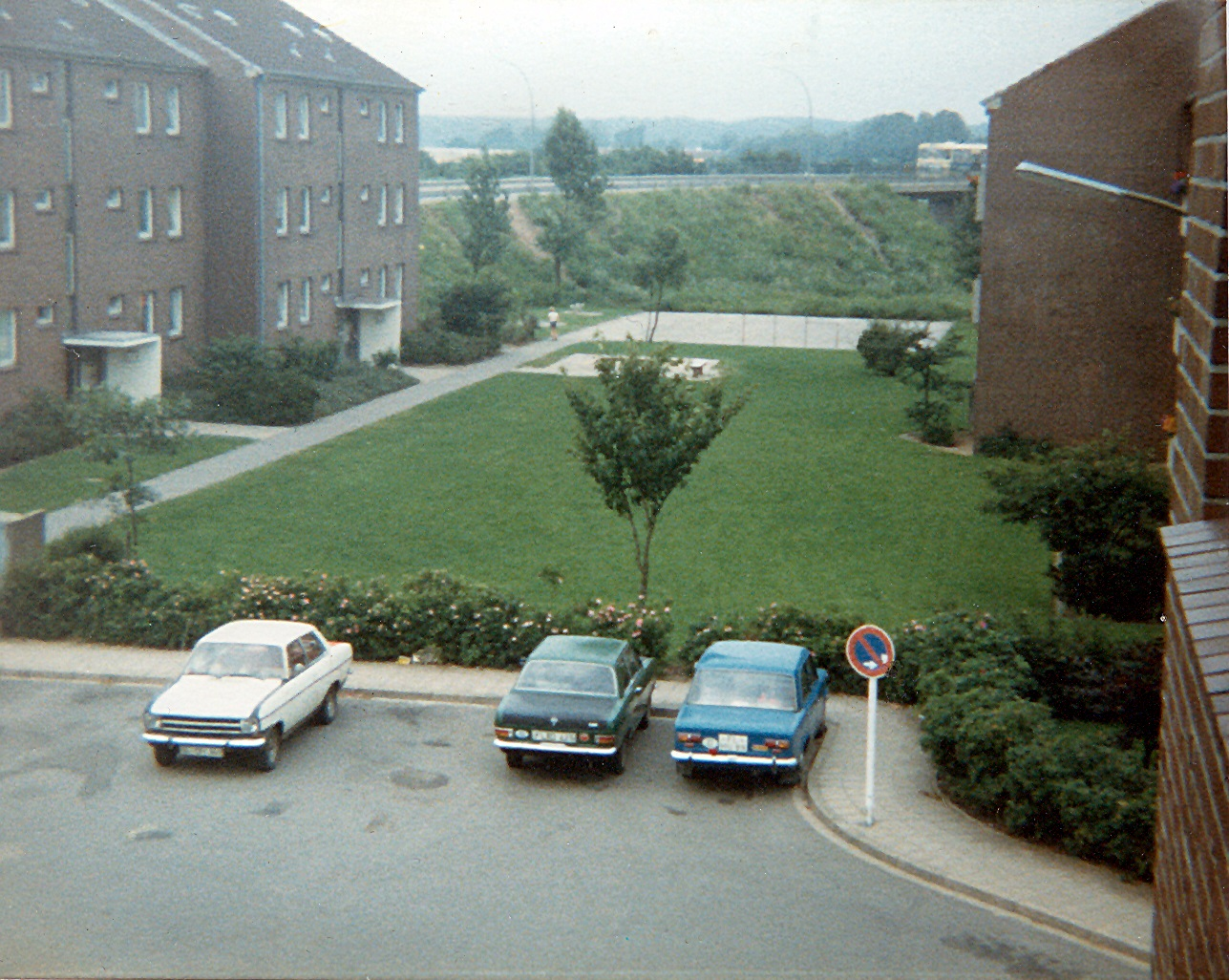
Deutschbau-Wohnungssiedlung von 1970 (Flensburg-Weiche um 1980)
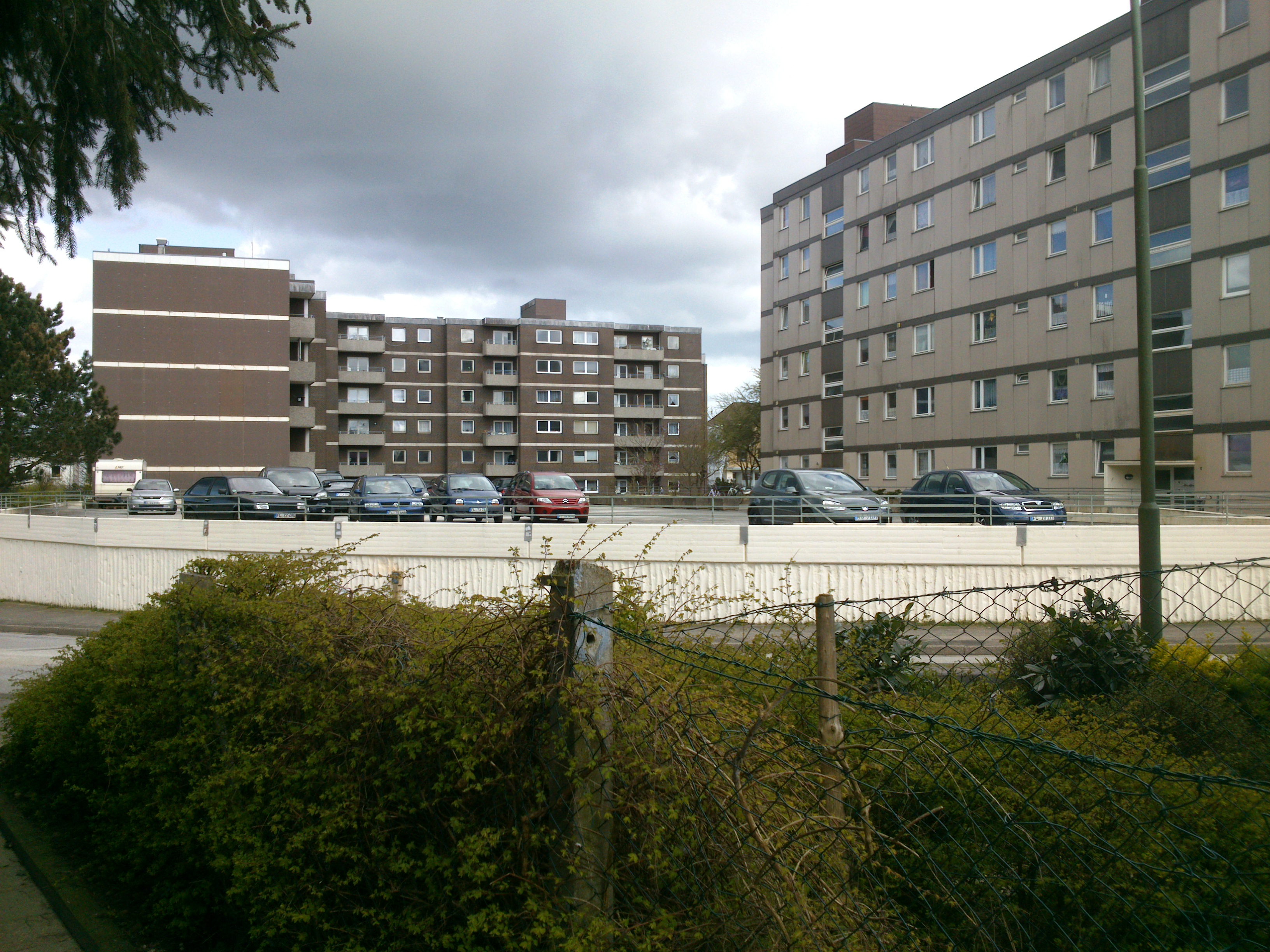
Wohnblöcke der Deutschbau für Angehörige der US-Streitkräfte in Deutschland.
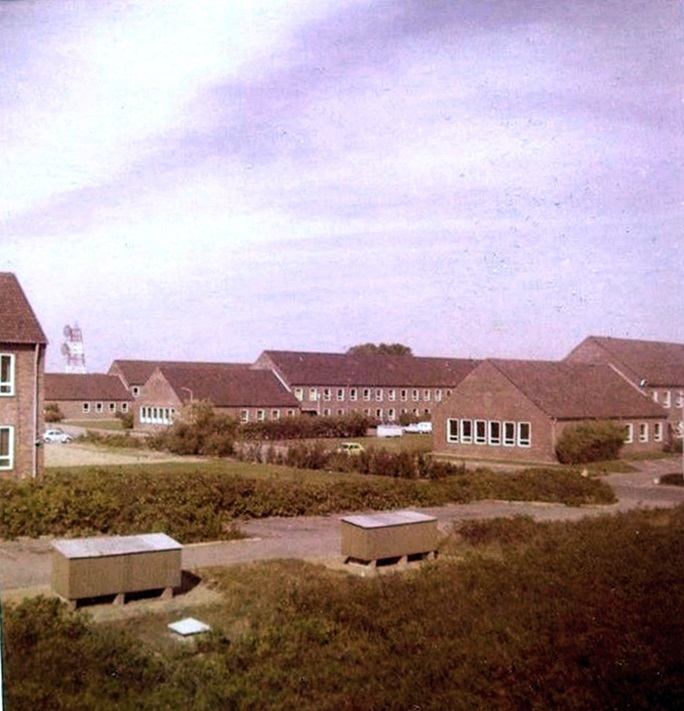
Typischer Kasernbau der Bundeswehr von 1958 (Flensburg-Weiche um 1975)